# Eugenia stewardsonii
Eugenia stewardsonii är en myrtenväxtart som beskrevs av Nathaniel Lord Britton. Eugenia stewardsonii ingår i släktet Eugenia och familjen myrtenväxter.
Artens utbredningsområde är Puerto Rico. Inga underarter finns listade i Catalogue of Life.